# Margaret Jobson

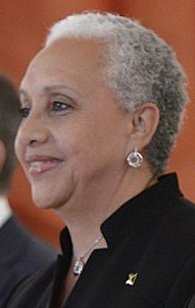
Margaret Jobson (2014)

Margaret Ann Louise Jobson (* 14. März 1955 in der Manchester Parish) ist eine jamaikanische Diplomatin und derzeitige Botschafterin in Deutschland.

## Leben
Margaret Ann Louise Jobson ist verheiratet und hat einen Sohn. Sie spricht englisch und spanisch. Sie nahm 1977 ein Studium an der University of the West Indies auf. Seit 2000 ist sie Master der Personalentwicklung. Von 1977 bis 1978 war sie wissenschaftliche Mitarbeiterin beim Institute of Jamaica. Von 1978 bis 1980 leitete sie das Sprachtrainingszentrum im Ministerium für den öffentlichen Dienst. Von 1980 bis 1981 war sie Geschäftsführerin der Language Today Limited. Von 1982 bis 1985 war sie Assistentin des Subregional Adviser for Education for the Caribbean in Kingston (Jamaika) und des Office of the Subregional Adviser for Science and Technology for the Caribbean. Von 1985 bis 1986 war sie Verwaltungsassistentin beim Entwicklungsprogramm der Vereinten Nationen.
Von 1986 bis 1989 war sie Assistentin des Hochschulprogrammes des Entwicklungsprogramms der Vereinten Nationen. Von 1989 bis 1994 war sie Programmleiterin im Leitungsgremium des Entwicklungsprogramms der Vereinten Nationen. Von 1995 bis 1996 war sie jamaikanische Büroleiterin des Entwicklungsprogramms der Vereinten Nationen. Von 1996 bis 2003 koordinierte sie das Public Sector Modernisation Project (PSMP) in Jamaika. Von 2003 bis 2013 war sie beamtete Staatssekretärin im Außenministerium von Jamaika. Am 20. November 2013 wurde sie in Berlin akkreditiert, wo sie residiert. Am 16. Mai 2014 wurde sie auch beim Heiligen Stuhl akkreditiert, am 10. September 2014 auch in der rumänischen Hauptstadt Bukarest akkreditiert, und ist ebenfalls Vertreterin ihres Landes in der tschechischen Hauptstadt Prag.
| Vorgänger                                 | Amt                                                       | Nachfolger |
| ----------------------------------------- | --------------------------------------------------------- | ---------- |
| Joy Elfreda Wheeler                       | Jamaikanische Botschafterin in Berlin seit 2013           | —          |
| Deniese Ava-Lou Sealey, Geschäftsträgerin | Jamaikanische Botschafterin beim Heiligen Stuhl seit 2014 | —          |